# Chiesa di San Martino Vescovo (Corzano)
La chiesa di San Martino Vescovo, detta anche chiesa della Madonna della Neve e di San Martino, è la parrocchiale di Corzano, in provincia e diocesi di Brescia; fa parte della zona pastorale della Bassa Occidentale.

## Storia
La chiesa di San Martino fu edificata nel Quattrocento; viene menzionata nel 1540 e poi nuovamente nella relazione della visita pastorale del 1562 del vescovo Domenico Bollani.
Nel Seicento furono condotti alcuni lavori in occasione dei quali si provvide, per volere del vescovo Marino Giovanni Zorzi, a realizzare il ciborio e a risistemare il battistero; in quel medesimo secolo presumibilmente venne eretta la torre campanaria.
La parrocchiale fu interessata nel XVIII secolo da un rifacimento in stile barocco; in questo periodo venne anche costruito il presbiterio, sulla cui parete esterna rivolta a nord è riportata la data "1720".
Il vescovo Gabrio Maria Nava, durante la sua visita pastorale del 1815, annotò che nella chiesa trovavano posto quattro altari; dopo quasi un secolo, nel 1910, l'edificio fu interamente restaurato.
Durante gli anni settanta si procedette all'esecuzione dell'adeguamento liturgico secondo le usanze postconciliari mediante l'aggiunta dell'altare rivolto verso l'assemblea e la rimozione delle balaustre che delimitavano il presbiterio.
Nel 2009 si provvide a rifare le coperture e a restaurare le pareti della parrocchiale e del campanile.

## Descrizione

### Esterno

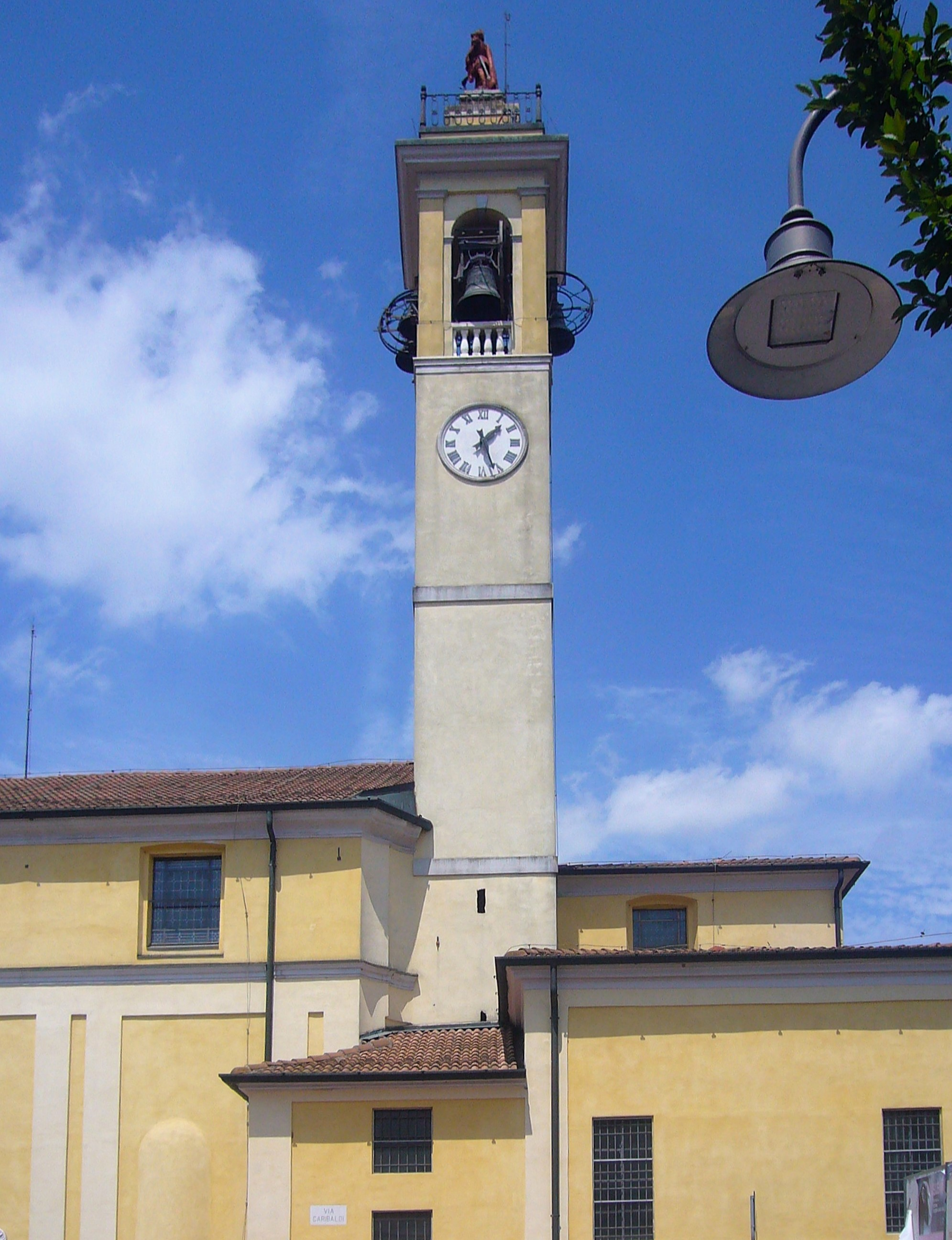
Il campanile

La facciata della chiesa, rivolta a occidente, è suddivisa da una cornice marcapiano aggettante in due registri, entrambi scanditi da lesene: quello inferiore presenta centralmente il portale d'ingresso, mentre quello superiore è caratterizzato da una finestra è coronato dal timpano di forma mistilinea.
Annesso alla parrocchiale il campanile a base quadrata, la cui cella presenta su ogni lato una monofora ed è coronata da una statua poggiante sul tamburo.

### Interno
L'interno dell'edificio, suddiviso in quattro campate, si compone di un'unica navata, sulla quale si affacciano quattro cappelle laterali, introdotte da archi a tutto sesto, e le cui pareti sono scandite da semicolonne sorreggenti la trabeazione modanata e aggettante su cui s'impostano le volte; al termine dell'aula si sviluppa il presbiterio, rialzato di alcuni gradini, ospitante l'altare maggiore e chiuso dalla parete di fondo piatta.
Qui sono conservate diverse opere di pregio, tra le quali la statua con soggetto la Madonna del Rosario, eseguita dell'altoatesino Luigi Santifeller, e la tela che rappresenta San Martino, attribuita alla scuola del Romanino.